# Tha-anne River
Tha-anne River är ett vattendrag i Kanada.   Det ligger i territoriet Nunavut, i den centrala delen av landet, 2 100 km nordväst om huvudstaden Ottawa.